# Waltembourg
 Waltembourg  es una comuna  y población de Francia, en la región de Lorena, departamento de Mosela, en el distrito de Sarrebourg y cantón de Phalsbourg.
Su población en el censo de 1999 era de 201 habitantes.
Está integrada en la Communauté de communes du Pays de Phalsbourg .

## Demografía
| 79 | 85 | 104 | 166 | 199 | 201 |
| Para los censos de 1962 a 1999 la población legal corresponde a la población sin duplicidades (Fuente: INSEE [Consultar]) |    |     |     |     |     |